# Генерал армії (Росія)

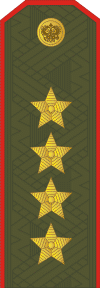
Погон генерала армії РФ з 1997 по 2013

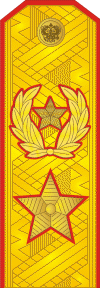
Погон генерала армії з 1992 по 1997

Генера́л а́рмії — військове звання Збройних сил Російської Федерації, нижче за звання Маршал Російської Федерації і вище за звання генерал-полковник, яке введено в 1992 році.

## Історія створення
Продовжує звання «генерал армії» (Генерал армії), яке існувало в СРСР з 1940 року. Це звання присвоювалося достатнє часто: у 1992–2007 рр. воно було присвоєне 55 воєначальникам. В армії Російської Федерації військовослужбовцям артилерії, авіації, військ зв'язку, танкових військ може бути присвоєне звання «генерал армії» (на відміну від радянської армії, де було звання маршал роду військ).
Відповідне звання на флоті — адмірал флоту. У Російській Федерації існують також відповідні спеціальні звання органів наркоконтролю (генерал поліції), класні чини державної служби (дійсний державний радник юстиції та інш.).

## Знаки розрізнення
Знак розрізнення — одна велика зірка золотого кольору і мала зірка червоного кольору у лавровому вінці на погонах.
Після того, як в 1993 році звання маршалів родів військ в Російської Федерації були відмінені, зникла і причина для особливих знаків розрізнення генералів армії. Указом Президента Російської Федерації від 27 січня 1997 року генералам армії були повернені введені в 1943 році погони з чотирма зірками в ряд, а Указ Президії Верховної Ради СРСР від 15 квітня 1981 року № 4735-Х "Про маршальські відзнаки «Маршальська Зірка» був визнаний таким, що не діє в Російській Федерації.
Указом Президента Російської Федерації від 22 лютого 2013 року генералам армії були повернуті введені у 1974 році погони з однією великою зіркою.

## Список деяких відомих генералів армії РФ
- Грачов Павло Сергійович (нар. 1 січня 1948), Міністр оборони Російської Федерації (звання присвоєне 7 травня 1992)
- Баранников Віктор Павлович (20 жовтня 1941 — 21 липня 1995), Міністр безпеки Російської Федерації (червень 1992)
- Дубинін Віктор Петрович (1 лютого 1943 — 22 листопада 1992), начальник Генерального штабу Збройних Сил Російської Федерації — перший заступник Міністра оборони Російської Федерації (5 жовтня 1992)
- Єрін Віктор Федорович (р. 17 січня 1944), Міністр внутрішніх справ Російської Федерації (1 жовтня 1993)
- Колєсников Михайло Петрович (30 жовтня 1939 — 26 березня 2007), начальник Генерального штабу Збройних Сил Російської Федерації — перший заступник Міністра оборони Російської Федерації (5 травня 1995)
- Борсуков Михайло Іванович (нар. 8 листопада 1947), директор ФСБ Росії (9 листопада 1995)
- Куликов Анатолій Сергійович (нар. 4 вересня 1946), Міністр внутрішніх справ Російської Федерації (9 листопада 1995)
- Сергєєв Ігор Дмитрович (20 квітня 1938 — 10 листопада 2006), головнокомандувач РВСП (13 червня 1996) (згодом Маршал Російської Федерації)
- Родіонов Ігор Миколайович (нар. 1 грудня 1936), Міністр оборони Російської Федерації (4 жовтня 1996)
- Квашнін Анатолій Васильович (нар. 15 серпня 1946), начальник Генерального штабу Збройних Сил Російської Федерації — перший заступник Міністра оборони Російської Федерації (25 листопада 1997)
- Трубников В'ячеслав Іванович (нар. 25 квітня 1944), директор СЗР Росії (22 січня 1998)
- Ковальов Микола Дмитрович (нар. 6 серпня 1949), директор ФСБ Росії (23 лютого 1998)
- Шойгу Сергій Кужугетович (нар. 21 травня 1955), Міністр Російської Федерації у справах цивільної оборони, надзвичайних ситуацій і ліквідації наслідків стихійних лих (7 травня 2003)
- Балуєвський Юрій Миколайович (нар. 9 січня 1947), начальник Генерального Штабу Збройних Сил Російської Федерації — перший заступник Міністра оборони Російської Федерації (22 лютого 2005)
- Дейнекін Петро Степанович (народ. 14 грудня 1937), головнокомандувас Зброяних сил Росії (серпень 1991 — січень 1998).
- Казанцев Віктор Германович (народ. 22 лютого 1946), командувач військами Північно-Кавказького військового округу.